# Halowe Mistrzostwa Świata w Lekkoatletyce 2010 – siedmiobój mężczyzn
Siedmiobój mężczyzn – jedna z konkurencji rozegranych podczas XIII Halowych Mistrzostw Świata w Lekkoatletyce.
Siedmiobój został rozegrany w pierwszym i drugim dniu zawodów – 12 i 13 marca.

## Wybór zawodników
Do zawodów wielobojowych na halowych mistrzostwach świata w Dosze zaproszono 8 zawodników według następującego klucza:
- 3 zawodników z najlepszymi rezultatami w dziesięcioboju w sezonie 2009 (maksymalnie jeden zawodnik z każdego kraju)
- 3 zawodników z najlepszymi rezultatami w siedmioboju w sezonie 2010
- 2 dzikie karty przyznane przez IAAF
- W gronie 8 zaproszonych zawodników może się znaleźć maksymalnie dwóch reprezentantów jednego kraju

Na starcie nie stanął 3. zawodnik w ubiegłorocznych list, halowy mistrz świata z 2003 – Amerykanin Tom Pappas, zaproszenia otrzymali medaliści ubiegłorocznych mistrzostw świata – Trey Hardee, Leonel Suárez oraz Aleksandr Pogoriełow. Pogoriełow uzyskał 4. rezultat w dziesięcioboju w 2009, zaproszenie przypadło jednak jemu (a nie Pappasowi) z uwagi na przepis mówiący o ograniczeniu startów zawodników z jednego kraju.
Z listy najlepszych zawodników w siedmioboju w 2010 2. w rankingu Amerykanin Ashton Eaton nie przyjął zaproszenia na mistrzostwa, wystąpił w tym terminie na mistrzostwach NCAA (ustanawiając tam nowy rekord świata – 6499 punktów), zatem prawo występu w Dosze otrzymali: lider list światowych – Aleksiej Drozdow, 3. na listach – Ołeksij Kasjanow oraz 4. – Andrej Krauczanka.
Dzikie karty przyznano czołowym wieloboistom ostatnich lat: Bryanowi Clayowi i Romanowi Šebrle.

## Rekordy
W poniższej tabeli przedstawione są halowy rekord świata, rekord halowych mistrzostw świata, najlepszy wynik w 2010 oraz rekordy poszczególnych kontynentów z dnia 9 marca 2010 roku.
| Halowy rekord świata              | Dan O’Brien (Stany Zjednoczone) | 6476 pkt | Toronto, Kanada                 | 14.03.1993 |
| Rekord halowych mistrzostw świata | Dan O’Brien (Stany Zjednoczone) | 6476 pkt | Toronto, Kanada                 | 14.03.1993 |
| Listy światowe                    | Aleksiej Drozdow (Rosja)        | 6300 pkt | Penza, Rosja                    | 03.02.2010 |
| Halowy rekord Afryki              | Larbi Bouraada (Algieria)       | 5911 pkt | Paryż, Francja                  | 28.02.2010 |
| Halowy rekord Azji                | Dmitrij Karpow (Kazachstan)     | 6229 pkt | Tallinn, Estonia                | 16.02.2008 |
| Halowy rekord Europy              | Roman Šebrle (Czechy)           | 6438 pkt | Budapeszt, Węgry                | 07.03.2004 |
| Halowy rekord Ameryki Północnej   | Dan O’Brien (Stany Zjednoczone) | 6476 pkt | Toronto, Kanada                 | 14.03.1993 |
| Halowy rekord Australii i Oceanii | Harold Nair (Fidżi)             | 3498 pkt | Houston, Stany Zjednoczone      | 02.02.2008 |
| Halowy rekord Ameryki Południowej | Gonzalo Barroilhet (Chile)      | 5951 pkt | Fayetteville, Stany Zjednoczone | 15.03.2008 |

## Terminarz konkurencji
| Data          | Godzina | Konkurencja                    |
| ------------- | ------- | ------------------------------ |
| 12 marca 2010 | 10:15   | Bieg na 60 metrów              |
| 12 marca 2010 | 10:50   | Skok w dal                     |
| 12 marca 2010 | 16:35   | Pchnięcie kulą                 |
| 12 marca 2010 | 17:30   | Skok wzwyż                     |
| 13 marca 2010 | 09:15   | Bieg na 60 metrów przez płotki |
| 13 marca 2010 | 10:40   | Skok o tyczce                  |
| 13 marca 2010 | 16:40   | Bieg na 1000 metrów            |

## Rezultaty

### Bieg na 60 metrów
| Pozycja | Zawodnik             | Reprezentacja     | Rezultat | Punkty | Uwagi |
| ------- | -------------------- | ----------------- | -------- | ------ | ----- |
| 1.      | Bryan Clay           | Stany Zjednoczone | 6,67     | 1003   | SB    |
| 2.      | Trey Hardee          | Stany Zjednoczone | 6,80     | 955    | SB    |
| 3.      | Ołeksij Kasjanow     | Ukraina           | 6,93     | 907    |       |
| 4.      | Aleksiej Drozdow     | Rosja             | 7,08     | 854    | SB    |
| 5.      | Leonel Suárez        | Kuba              | 7,15     | 830    |       |
| 6.      | Roman Šebrle         | Czechy            | 7,20     | 813    | SB    |
| 7.      | Andrej Krauczanka    | Białoruś          | 7,22     | 806    |       |
| 8.      | Aleksandr Pogoriełow | Rosja             | 7,68     | 656    | SB    |

### Skok w dal
| Pozycja | Zawodnik             | Reprezentacja     | Rezultat | Punkty | Uwagi |
| ------- | -------------------- | ----------------- | -------- | ------ | ----- |
| 1.      | Ołeksij Kasjanow     | Ukraina           | 7,78     | 1005   |       |
| 2.      | Roman Šebrle         | Czechy            | 7,49     | 932    | SB    |
| 3.      | Andrej Krauczanka    | Białoruś          | 7,38     | 905    |       |
| 4.      | Aleksiej Drozdow     | Rosja             | 7,29     | 883    |       |
| 5.      | Trey Hardee          | Stany Zjednoczone | 7,28     | 881    |       |
| 6.      | Bryan Clay           | Stany Zjednoczone | 7,27     | 878    |       |
| 7.      | Leonel Suárez        | Kuba              | 7,12     | 842    |       |
| –       | Aleksandr Pogoriełow | Rosja             | DNS      |        |       |

### Pchnięcie kulą
| Pozycja | Zawodnik             | Reprezentacja     | Rezultat | Punkty | Uwagi |
| ------- | -------------------- | ----------------- | -------- | ------ | ----- |
| 1.      | Aleksiej Drozdow     | Rosja             | 17,17    | 924    | PB    |
| 2.      | Roman Šebrle         | Czechy            | 15,70    | 833    | SB    |
| 3.      | Bryan Clay           | Stany Zjednoczone | 15,31    | 809    | SB    |
| 4.      | Ołeksij Kasjanow     | Ukraina           | 14,55    | 762    |       |
| 5.      | Trey Hardee          | Stany Zjednoczone | 14,44    | 755    |       |
| 6.      | Andrej Krauczanka    | Białoruś          | 13,59    | 703    |       |
| 7.      | Leonel Suárez        | Kuba              | 13,59    | 703    |       |
| –       | Aleksandr Pogoriełow | Rosja             | DNS      |        |       |

### Skok wzwyż
| Pozycja | Zawodnik             | Reprezentacja     | Rezultat | Punkty | Uwagi |
| ------- | -------------------- | ----------------- | -------- | ------ | ----- |
| 1.      | Andrej Krauczanka    | Białoruś          | 2,18     | 973    | SB    |
| 2.      | Aleksiej Drozdow     | Rosja             | 2,09     | 887    |       |
| 3.      | Roman Šebrle         | Czechy            | 2,09     | 887    | SB    |
| 4.      | Trey Hardee          | Stany Zjednoczone | 2,06     | 859    | PB    |
| 5.      | Leonel Suárez        | Kuba              | 2,06     | 859    | SB    |
| 6.      | Bryan Clay           | Stany Zjednoczone | 2,06     | 859    | SB    |
| 7.      | Ołeksij Kasjanow     | Ukraina           | 2,00     | 803    |       |
| –       | Aleksandr Pogoriełow | Rosja             | DNS      |        |       |

### Bieg na 60 m przez płotki
| Pozycja | Zawodnik             | Reprezentacja     | Rezultat | Punkty | Uwagi |
| ------- | -------------------- | ----------------- | -------- | ------ | ----- |
| 1.      | Trey Hardee          | Stany Zjednoczone | 7,79     | 1035   |       |
| 2.      | Bryan Clay           | Stany Zjednoczone | 8,00     | 982    |       |
| 3.      | Ołeksij Kasjanow     | Ukraina           | 8,01     | 979    | SB    |
| 4.      | Andrej Krauczanka    | Białoruś          | 8,04     | 972    |       |
| 5.      | Leonel Suárez        | Kuba              | 8,24     | 922    |       |
| 6.      | Roman Šebrle         | Czechy            | 8,30     | 908    |       |
| 7.      | Aleksiej Drozdow     | Rosja             | 8,34     | 898    |       |
| –       | Aleksandr Pogoriełow | Rosja             | DNS      |        |       |

### Skok o tyczce
| Pozycja | Zawodnik             | Reprezentacja     | Rezultat | Punkty | Uwagi |
| ------- | -------------------- | ----------------- | -------- | ------ | ----- |
| 1.      | Andrej Krauczanka    | Białoruś          | 5,00     | 910    |       |
| 2.      | Bryan Clay           | Stany Zjednoczone | 5,00     | 910    | SB    |
| 3.      | Trey Hardee          | Stany Zjednoczone | 5,00     | 910    | SB    |
| 4.      | Aleksiej Drozdow     | Rosja             | 4,90     | 880    |       |
| 5.      | Roman Šebrle         | Czechy            | 4,80     | 849    | SB    |
| 6.      | Leonel Suárez        | Kuba              | 4,60     | 790    |       |
| 7.      | Ołeksij Kasjanow     | Ukraina           | 4,40     | 731    |       |
| –       | Aleksandr Pogoriełow | Rosja             | DNS      |        |       |

### Bieg na 1000 m
| Pozycja | Zawodnik             | Reprezentacja     | Rezultat | Punkty | Uwagi |
| ------- | -------------------- | ----------------- | -------- | ------ | ----- |
| 1.      | Andrej Krauczanka    | Białoruś          | 2:41,70  | 855    | SB    |
| 2.      | Ołeksij Kasjanow     | Ukraina           | 2:43,78  | 832    |       |
| 3.      | Leonel Suárez        | Kuba              | 2:45,04  | 818    |       |
| 4.      | Aleksiej Drozdow     | Rosja             | 2:45,35  | 815    | SB    |
| 5.      | Roman Šebrle         | Czechy            | 2:46,55  | 802    | SB    |
| 6.      | Trey Hardee          | Stany Zjednoczone | 2:47,76  | 789    | PB    |
| 7.      | Bryan Clay           | Stany Zjednoczone | 2:50,28  | 763    | SB    |
| –       | Aleksandr Pogoriełow | Rosja             | DNS      |        |       |

### Klasyfikacja końcowa
| Pozycja | Zawodnik             | Reprezentacja     | Punkty | Uwagi |
| ------- | -------------------- | ----------------- | ------ | ----- |
|         | Bryan Clay           | Stany Zjednoczone | 6204   | SB    |
|         | Trey Hardee          | Stany Zjednoczone | 6184   | SB    |
|         | Aleksiej Drozdow     | Rosja             | 6141   |       |
| 4.      | Andrej Krauczanka    | Białoruś          | 6124   |       |
| 5.      | Roman Šebrle         | Czechy            | 6024   | SB    |
| 6.      | Ołeksij Kasjanow     | Ukraina           | 6019   |       |
| 7.      | Leonel Suárez        | Kuba              | 5764   |       |
| –       | Aleksandr Pogoriełow | Rosja             | DNF    |       |